# Martha Wayne
Martha Wayne (født Kane) er en fiktiv karakter, der optræder i amerikanske tegneserier udgivet af DC Comics. Hun er mor til Bruce Wayne (Batman), og gift med Dr. Thomas Wayne samt bedstemor til Damian Wayne, den femte Robin. Efter hun og hendes mand bliver dræbt under et gaderøveri bliver hendes forældreløse søn inspireret til at bekæmpe kriminalitet i Gotham City som Batman.
Som en nøglefigur i Batmans baggrundshistorie har Martha Wayne optrådte i adskillige former i andre medier uden for tegneserier. Blandt de personer, der har spillet rollen er Sara Stewart i Batman Begins, Lauren Cohan i Batman v Superman: Dawn of Justice, Carrie Louise Putrello i Joker og Stella Stocker i The Batman. Emma Paetz spiller hende i tv-serien Pennyworth.